# Écologie de réconciliation

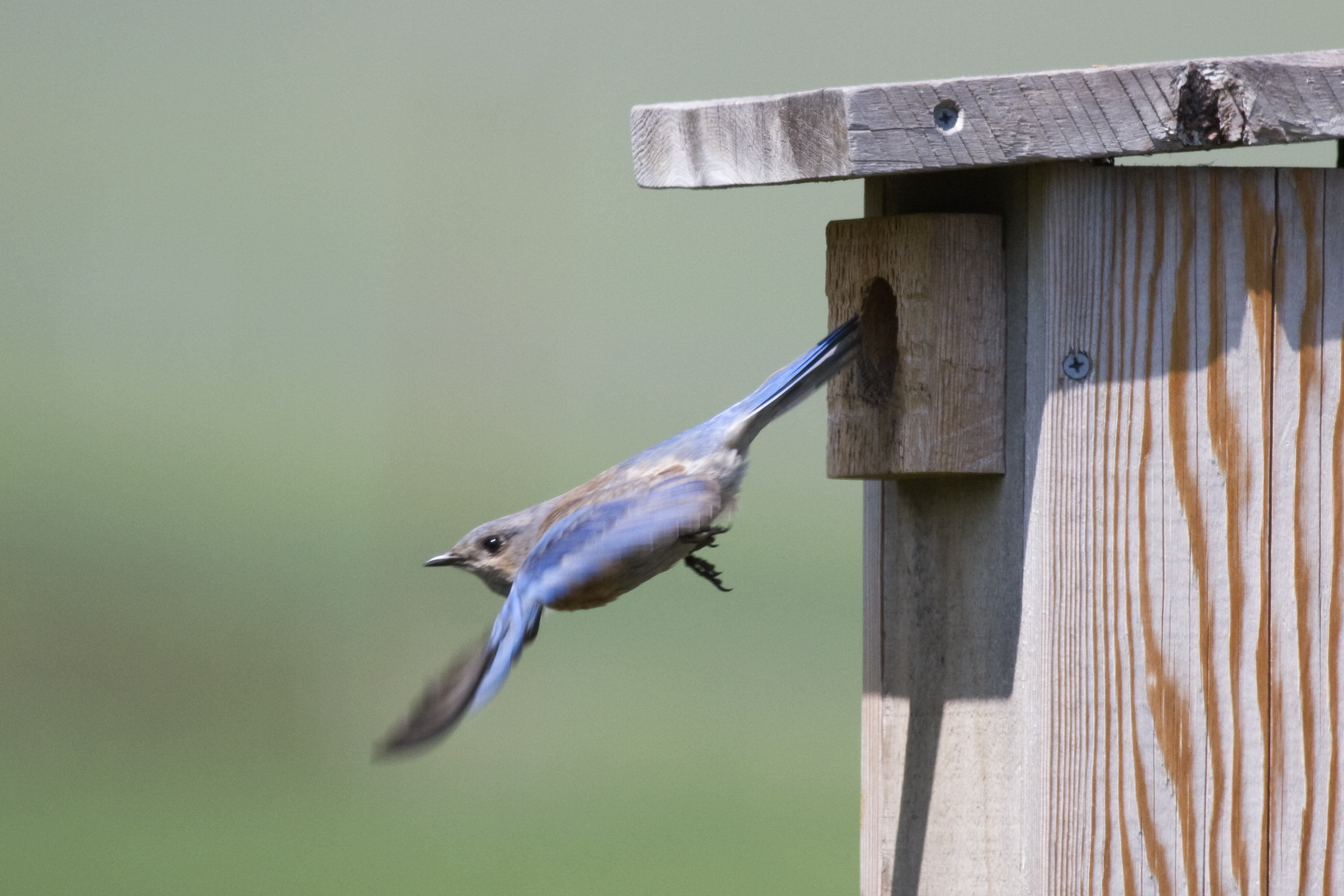
Une forme simple d'écologie de réconciliation : la construction de nichoir dans les zones où les nids naturels se raréfient.

L’écologie de réconciliation (reconciliation ecology) est la branche de l'écologie qui étudie les moyens d'encourager la biodiversité dans les écosystèmes anthropiques. 
Le concept a été initié par Michael Rosenzweig dans son livre Win-Win Ecology en se fondant sur l'idée qu'il n'y a pas assez de zones désignées pour que toute la biodiversité terrestre puisse être préservée dans des réserves naturelles. L'idée est donc de favoriser la biodiversité dans les milieux anthropiques afin que l'humanité conserve son utilité au sein de l'écosystème et d'aboutir à une situation gagnant-gagnant pour l'Homme et la biodiversité locale.
L'écologie de la réconciliation s'appuie notamment sur le lien que constitue la biodiversité ordinaire entre les sociétés humaines et les processus biologiques plus complexes ou fragiles. 